# Tathorhynchus angustiorata
Tathorhynchus angustiorata là một loài bướm đêm trong họ Erebidae.